# 신용휘
신용휘는 대한민국의 드라마 연출가이다. 

## 연출

### 드라마
- 2004 ~ 2005년 KBS 특별기획 드라마 《해신》 ... 조연출
- 2008년 MBC 수목 미니시리즈 《베토벤 바이러스》 ... 공동연출
- 2012년 SBS 월화 특별기획드라마 《신의》 ... 공동연출
- 2013년 ~ 2014년 KBS2 월화 미니시리즈 《예쁜 남자》 ... 공동연출
- 2017년 tvN 토일 미니시리즈 《터널》 ... 연출
- 2018년 MBC 토요 특별기획드라마 《숨바꼭질》 ... 연출
- 2021년 tvN 금토 미니시리즈 《보이스 4》 ... 공동연출
- 2022년 OCN 오리지널 드라마 《블라인드》 ... 연출